# آلفرد هیچکاک
آلفرد جوزف هیچکاک (انگلیسی: Alfred Joseph Hitchcock؛ ۱۳ اوت ۱۸۹۹ – ۲۹ آوریل ۱۹۸۰) فیلم‌ساز انگلستانی بود. او که از تاثیرگذارترین چهره‌ها در تاریخ سینما بوده‌است، طی شش دهه فعالیت حرفه‌ای، بیش از ۵۰ فیلم بلند را کارگردانی کرده که بسیاری از آن‌ها هنوز به‌طور گسترده‌ای مورد بررسی و مطالعه قرار می‌گیرند. از او با عنوان «استاد تعلیق» یاد شده و به لطف مصاحبه‌های فراوانش، نقش‌های کوتاهش در اکثر فیلم‌هایش و میزبانی و تهیه‌کنندگی برنامه تلویزیونی آلفرد هیچکاک تقدیم می‌کند (۱۹۵۵–۱۹۶۵) به خوبی شناخته شد. فیلم‌هایش نامزد دریافت ۴۶ جایزهٔ اسکار شده و توانسته شش جایزه را کسب کند. (خود هیچکاک، هیچ‌گاه برنده اسکار بهترین کارگردانی نشد.)
هیچکاک ابتدا به عنوان کارمند فنی و تبلیغ‌نویس تعلیم دیده بود و در سال ۱۹۱۹ به‌عنوان طراح میان‌نویس و تیتراژ وارد صنعت سینما شد. اولین تجربهٔ کارگردانی او فیلم صامت بریتانیایی-آلمانی پلژر گاردن (۱۹۲۵) بود. اولین فیلم موفق او با نام مستأجر: داستان لندن مه‌آلود (۱۹۲۷) باعث شکل‌گیری ژانر دلهره‌آور شد و باج‌گیری (۱۹۲۹) اولین فیلم «ناطق» بریتانیایی بود. نام فیلم‌های دلهره‌آور ۳۹ پله (۱۹۳۵) و خانم ناپدید می‌شود (۱۹۳۸) در میان برترین فیلم‌های بریتانیایی در قرن بیستم قرار گرفته‌است. او از ۱۹۳۹ به شهرت بین‌المللی رسید و از سوی تهیه‌کننده دیوید او. سلزنیک قانع شد تا به هالیوود برود. این روند با رشته‌ای از فیلم‌های موفق از قبیل ربه‌کا (۱۹۴۰)، خبرنگار خارجی (۱۹۴۰)، سوءظن (۱۹۴۱)، سایه یک شک (۱۹۴۳) و بدنام (۱۹۴۶) تداوم یافت. ربه‌کا برندهٔ جایزهٔ اسکار بهترین فیلم و هیچکاک هم نامزد بهترین کارگردانی شد. او برای قایق نجات (۱۹۴۴) و طلسم‌شده (۱۹۴۵) نامزد دریافت این جایزه شد. سپس بعد از مدتی افول در برخی فیلم‌هایش، او با فیلم‌های موفق بیگانگان در ترن (۱۹۵۱) و ام را به نشانه مرگ بگیر (۱۹۵۴) بازگشت و دوران طلایی فیلم‌سازی خود را آغاز کرد. هیچکاک بعدها چهار فیلم پنجره عقبی (۱۹۵۴)، سرگیجه (۱۹۵۸)، شمال از شمال غربی (۱۹۵۹) و روانی (۱۹۶۰) را کارگردانی کرد که نامشان در میان برترین فیلم‌های تاریخ قرار گرفته‌است. او برای فیلم اول و آخر نامزد دریافت جایزهٔ اسکار بهترین کارگردانی شد. پرندگان  (۱۹۶۳) و مارنی (۱۹۶۴) از لحاظ تجاری موفق بودند و بسیار مورد توجه مورخان سینما قرار گرفته‌اند.
سبک «هیچکاکی» شامل به کار بردن حرکت دوربین برای تقلید نگاه یک فرد و در نتیجه تبدیل بینندگان به تجربه‌گر و همچنین کادربندی نما‌ها برای به حداکثر رساندن اضطراب و ترس است. هیچکاک چند فیلم با برخی از بزرگ‌ترین ستاره‌های هالیوود ساخت؛ از جمله چهار فیلم با کری گرانت در دهه‌های ۱۹۴۰ و ۱۹۵۰، سه فیلم با اینگرید برگمن در نیمهٔ آخر دههٔ ۱۹۴۰، چهار فیلم با جیمز استوارت در یک بازه زمانی ده ساله که در سال ۱۹۴۸ آغاز شد و سه فیلم با گریس کلی در اواسط دههٔ ۱۹۵۰ کار کرد. او در سال ۱۹۵۵ شهروندی آمریکا را دریافت کرد.
در سال ۲۰۱۲، فیلم تریلر روان‌شناختی سرگیجه در رتبهٔ اول انستیتوی فیلم بریتانیا به برترین فیلم ساخته‌شده بر اساس نظرسنجی سراسری از صدها منتقد فیلم قرار داده شد. تا سال ۲۰۲۱، ۹ فیلم او برای نگه‌داری در فهرست ملی ثبت فیلم ایالات متحده انتخاب شده‌ا‌ست. او در سال ۱۹۷۱ بفتا فلوشیپ و در ۱۹۷۹ جایزه یک عمر دستاورد هنری بنیاد فیلم آمریکا را دریافت کرد و در سال ۱۹۸۰ نشان شوالیه به او اهدا شد و در همان سال، در سن ۸۰ سالگی درگذشت.

## زندگی
هیچکاک در ۱۳ اوت سال ۱۸۹۹ در مغازه استیجاری والدینش در لیتنستون واقع در شرق لندن به دنیا آمد. وی کوچک‌ترین فرزند خانواده بود، یک برادر به نام ویلیام دانیل (۱۹۴۳–۱۸۹۰) و یک خواهر به‌نام الن کاتلین (۱۹۷۹–۱۸۹۲) داشت. نام مادرش اما جین (۱۹۴۲–۱۸۶۳) و پدرش ویلیام ادگار هیچکاک بود که در سال ۱۹۱۴ درگذشت. پدر و مادر وی هر دو از پیروان کلیسای کاتولیک و اصالتاً ایرلندی بودند. پدرش همچون پدربزرگش سبزی‌فروش بود.
بنا به گفته‌های خود هیچکاک، وی پسری بسیار خوش‌رفتار بود و پدرش نیز با او بسیار مهربان بود و به یاد ندارد که در دوران بچگی همبازی داشته باشد. یکی از خاطرات مورد علاقه او با پدرش که بارها در مصاحبه‌ها گفته‌است، این بود که در ۵ سالگی روزی پدرش وی را به همراه یادداشتی به ایستگاه پلیس در نزدیکی منزلشان می‌فرستد، پلیس به یادداشت نگاه می‌کند و او را برای چند دقیقه در سلول حبس می‌کند. سپس به او می‌گوید «این کاریه که ما با پسرهای شیطون می‌کنیم.» این تجربه در دوران کودکی باعث ترس همیشگی او از پلیس شد و حتی به شوخی در سال ۱۹۷۳ گفته‌است از هر چیزی که به قانون ربط داشته باشد، می‌ترسد.
هیچکاک در ۲۵ ژوئیه ۱۹۱۳ در رشته مهندسی و ناوبری ثبت‌نام کرد. در کتاب سینما به روایت هیچکاک در سال ۱۹۶۲ به فرانسوا تروفو گفته‌است، مکانیک، برق و ناوبری خوانده‌است. در ۱۲ سپتامبر ۱۹۱۴ پدرش که از بیماری مزمن انسدادی ریه رنج می‌برد، در سن ۵۲ سالگی فوت می‌کند و او نیز برای حمایت از مادر و خواهرش به‌عنوان کارمند بخش فنی در یک شرکت تلگراف مشغول به کار می‌شود و همزمان به کلاس‌های شبانه در رشته‌های تاریخ هنر، نقاشی، اقتصاد و علوم سیاسی می‌رود و برادر بزرگ‌ترش نیز همان مغازه پدرش را اداره می‌کرد.
پس از آغاز جنگ اول جهانی در ژوئیهٔ ۱۹۱۴ هیچکاک برای اعزام به جبهه‌های جنگ بسیار جوان بود و در سال ۱۹۱۷ که جنگ همچنان در جریان بود، وی به ۱۸سالگی رسید اما از حضور در جنگ به‌علت بیماری معاف شد و تنها به ارائه خدمت در اموری که تحرک کم می‌خواستند، گماشته شد. پس از جنگ و در سال ۱۹۱۹ او علاقه‌مند به نوشتن شد و چندین نوشته‌اش در نشریه‌هایی مثل هنلی تلگراف منتشر شد. وی در هنلی تلگراف به بخش تبلیغات ارتقا یافت؛ جایی که برای تبلیغات کابل برق طرح‌های گرافیکی کار می‌کرد و به گفته خودش به این کار بسیار علاقه‌مند بود و تا شب‌ها در دفتر مشغول کار بود. در واقع در همین ایام وی به سینما نیز علاقه‌مند شد. از تماشای فیلم بسیار لذت می‌برد و پی‌گیر آثار سینمایی چهره‌های شاخص آن زمان یعنی چارلی چاپلین، دی. دبلیو. گریفیث، باستر کیتون و فریتس لانگ بود.

## ورود به سینما
وی در سال ۱۹۱۹ از طریق آگهی استخدامی که در روزنامه دیده بود، برای یک استودیو تازه تأسیس فیلم‌سازی واقع در لندن به نام استودیو ایسلینگتون، چند نمونه کار طراحی خود را ارسال می‌کند و بدین ترتیب او به‌عنوان طراح میان‌نویس در این استودیو استخدام شد و در واقع این اولین ورود هیچکاک به صنعت فیلم‌سازی بود. در موقعیتی مناسب، او نیز اجازه یافت کارگردانی صحنه‌های نه چندان مهم را بر عهده گیرد. در سال ۱۹۲۲ در دهکده‌ای از ایسلینگتون، هیچکاک نیز شخصیت جدید خود را در نقش یک دستیار کارگردان به‌دست‌آورد. اما پس از آن وظایف متعدد دیگری را عهده‌دار شد؛ همچون کارگردان هنری و نویسندگی فیلم‌نامه فیلم‌های زن‌به‌زن و سایه سفید (هر دو در سال ۱۹۲۳)، ماجرای پراحساس (۱۹۲۴)، رذل و سقوط زن پرهیزکار (هر دو در سال ۱۹۲۵).
در ۱۹۲۵ هیچکاک گام دیگری در کارگردانی برداشت. اولین کارش در تولید و ساخت یک کار مشترک انگلیسی-آلمانی بود؛ فیلم پلژرگاردن. پیش از آن در سال ۱۹۲۲ با بازیگر و تهیه‌کننده‌ای به نام سیمور هیکز برای تکمیل صحنه‌های پایانی فیلم همیشه به همسر خود بگویید به‌جای کارگردانی که دچار گرفتاری شده بود، همکاری کرده بود. در همین سال یک فیلم تخیلی را با دو حلقه فیلم هزار فوتی نیز کارگردانی کرد؛ در واقع اولین فیلم او شماره ۱۳ بود که با حمایت کمپانی گینزبورو پیکچرز قصد تولید آن را داشت که البته هرگز به پایان نرسید. پلژر گاردن اولین تجربه او در کارگردانی مستقل بود و با وجود بعضی ضعف‌ها در آن، تجربه‌ای گیرا و مؤثر برای برانگیختن احساسات بود که او برای نخستین‌بار به این کار دست می‌زد.
هیچکاک در تولید دست‌کم ۱۸ فیلم صامت نقش داشته و در فوریه ۱۹۲۲ روزنامه تایمز از وی به‌عنوان «آقای هیچکاک، سرپرست بخش هنری ویژه طراحی میان‌نویس» یاد می‌کند.
گدار علت نبوغ آلفرد هیچکاک در خلاقیت تصویری را حضور چندین‌ساله‌ی وی در سینمای صامت می‌داند.

## ازدواج

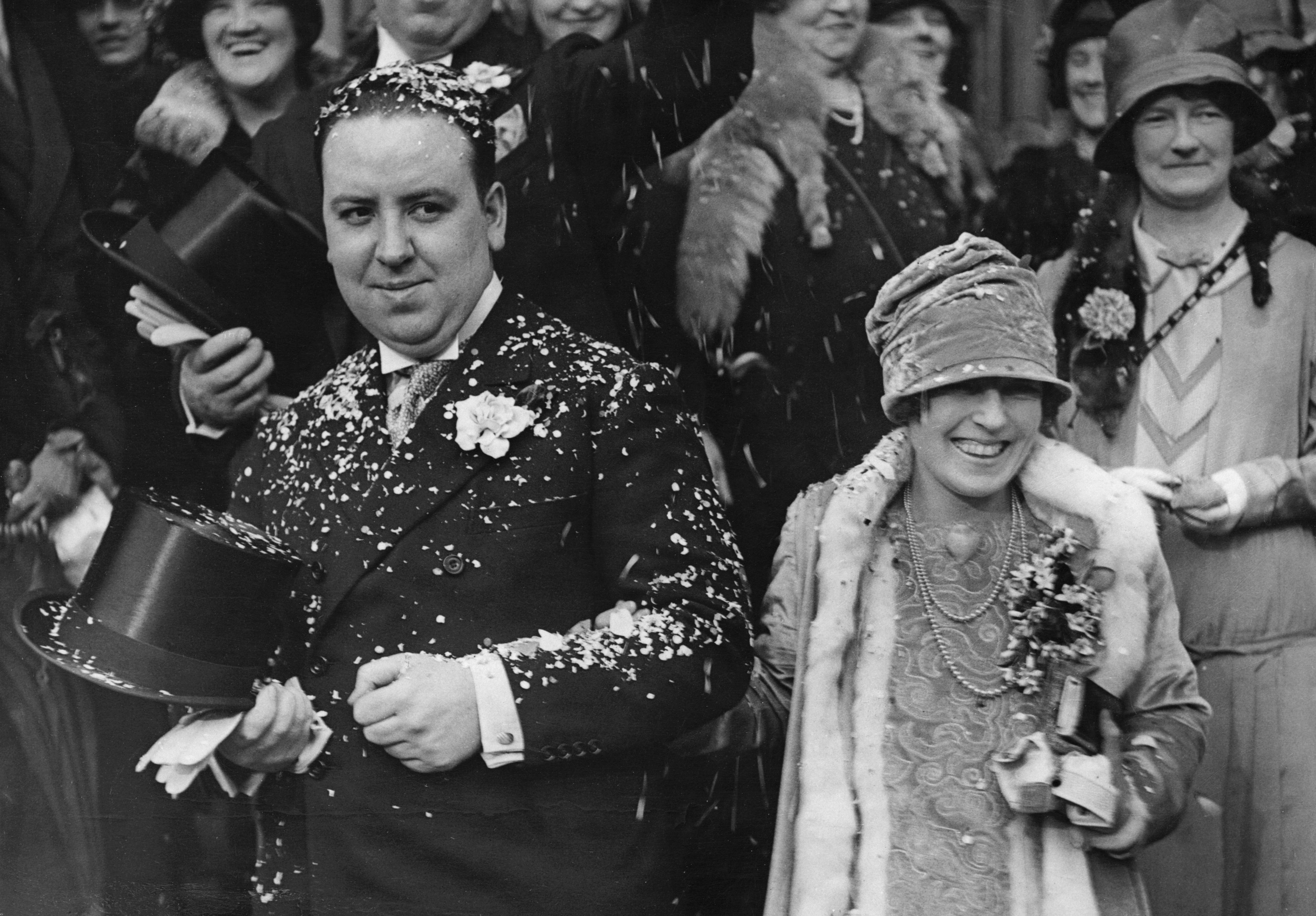
هیچکاک و آلما لوسی رویل در مراسم ازدواجشان در ۲ دسامبر ۱۹۲۶

هیچکاک در ۲ دسامبر ۱۹۲۶ با آلما لوسی رویل که یک فیلم‌نامه‌نویس اهل انگلستان بود، در کلیسا برامپتون اوراتوری ازدواج کرد. الما رویل تنها چند ساعت از هیچکاک بزرگ‌تر بود و پس از ازدواجشان احتمالاً به اصرار مادر هیچکاک از پروتستان به کاتولیک تغییر مذهب داد. او و همسرش برای سال‌ها در تولید فیلم‌ها با یکدیگر همکاری نزدیکی داشتند، به‌طوری که خود هیچکاک سال‌ها بعد و بارها در صحبت‌هایش به این همکاری اشاره می‌کند.

## ورود به هالیوود و سال‌های نخست
دیوید سلزنیک تهیه‌کننده نامی هالیوود قراردادی ۷ ساله در آوریل ۱۹۳۹ با هیچکاک تنظیم می‌کند و بدین ترتیب هیچکاک به هالیوود می‌رود. او و همسرش در لس آنجلس سکنی گزیدند و در این ایام کمتر در مهمانی‌ها شرکت یا با مطبوعات مصاحبه می‌کردند. هیچکاک در سال‌های آغازین ورودش به هالیوود تحت تأثیر بودجه‌های هنگفت آن در مقایسه با محدودیت‌هایش در انگلستان قرار گرفت. در همان سال مجله آمریکایی لایف هیچکاک را «بزرگ‌ترین استاد ملودرام پرده سینما در تاریخ» نامید و او را به‌شدت ستود.
اگرچه هیچکاک و سلزنیک به یکدیگر احترام می‌گذاشتند، اما هماهنگی کاری برای آن‌ها کمی دشوار بود. سلزنیک از مشکلات مالی برای تأمین بودجه برخی فیلم‌ها رنج می‌برد و هیچکاک اغلب از کنترل و دخالت سلزنیک بر فیلم‌هایش ناراضی بود. سلزنیک همچنین از روش هیچکاک برای فیلم‌برداری دقیقاً همان چیزی که در فیلم‌نامه بود ناراضی بود. به این معنی که فیلم نمی‌توانست بعداً به شکل دیگری تدوین و بازسازی شود. به‌علاوه این دو از نظر شخصیتی هم به یکدیگر نزدیک نبودند؛ مثلا هیچکاک بسیار کم حرف بود اما سلزنیک پرشورتر بود. به‌دلیل اینکه سلزنیک همانند ساموئل گلدوین که تهیه‌کننده مستقل هالیوود بود نمی‌توانست همواره بودجه برای فیلم‌های هیچکاک مهیا کند پیشنهادی مبنی بر مذاکره با ساموئل گلدوین که یک تهیه‌کننده آمریکایی-لهستانی بود داد. بعدها هیچکاک سلزنیک را یک «تهیه‌کننده بزرگ» نامید.

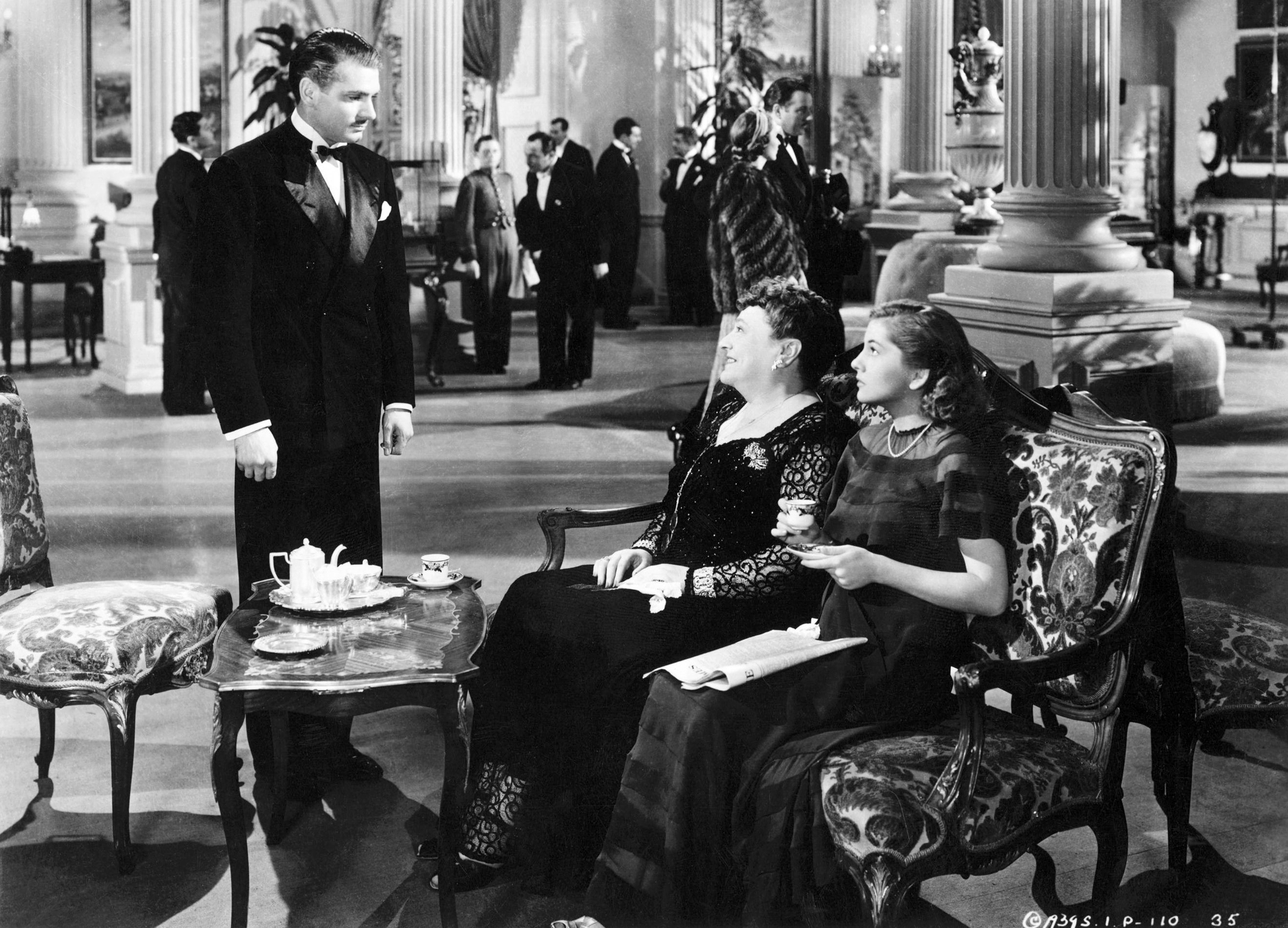
لارنس الیویه، فلورنس بیتس و جون فونتین در فیلم ربه‌کا (۱۹۴۰)

اولین فیلم هیچکاک در سینمای آمریکا، ربه‌کا با اقتباس از رمان ربه‌کا اثر دافنه دوموریه بود. فیلم که در سال ۱۹۴۰ اکران شد، داستان آشنایی ندیمه‌ای جوان با بازی جون فانتین در مونت کارلو با مرد جوان ثروتمندی به نام ماکسیم دو وینتر (لارنس الیویه) است که همسرش ربه‌کا را به تازگی از دست داده‌است. این فیلم موفق به کسب جایزه اسکار بهترین فیلم در سیزدهمین دوره جوایز اسکار شد، تندیس به تهیه‌کننده فیلم دیوید سلزنیک داده شد و هیچکاک اولین نامزدی خود را برای جایزه اسکار بهترین کارگردانی دریافت کرد؛ در واقع اولین نامزدی‌اش از پنج بار نامزدی بهترین کارگردانی در آکادمی اسکار، برای این فیلم بود.
دومین فیلمی که هیچکاک در هالیوود و در مقام کارگردان ساخت،  خبرنگار خارجی بود که داستان آن در اروپای در آستانه جنگ دوم جهانی می‌گذرد. تهیه‌کننده این فیلم والتر وانگر بود. این فیلم که در سال ۱۹۳۹ فیلمبرداری شد روایت خبرنگاری آمریکایی با بازی جوئل مک‌کری است که برای ثبت گزارش‌هایی از اروپای در آستانه جنگ جهانی دوم به اروپا می‌رود. فیلم از اشاره مستقیم به نازیسم، حزب نازی و آلمانی‌ها اجتناب می‌کند. این فیلم نامزد دریافت جایزه اسکار بهترین فیلم شد.

## سال‌های پس از جنگ در هالیوود (۱۹۵۳–۱۹۴۵)

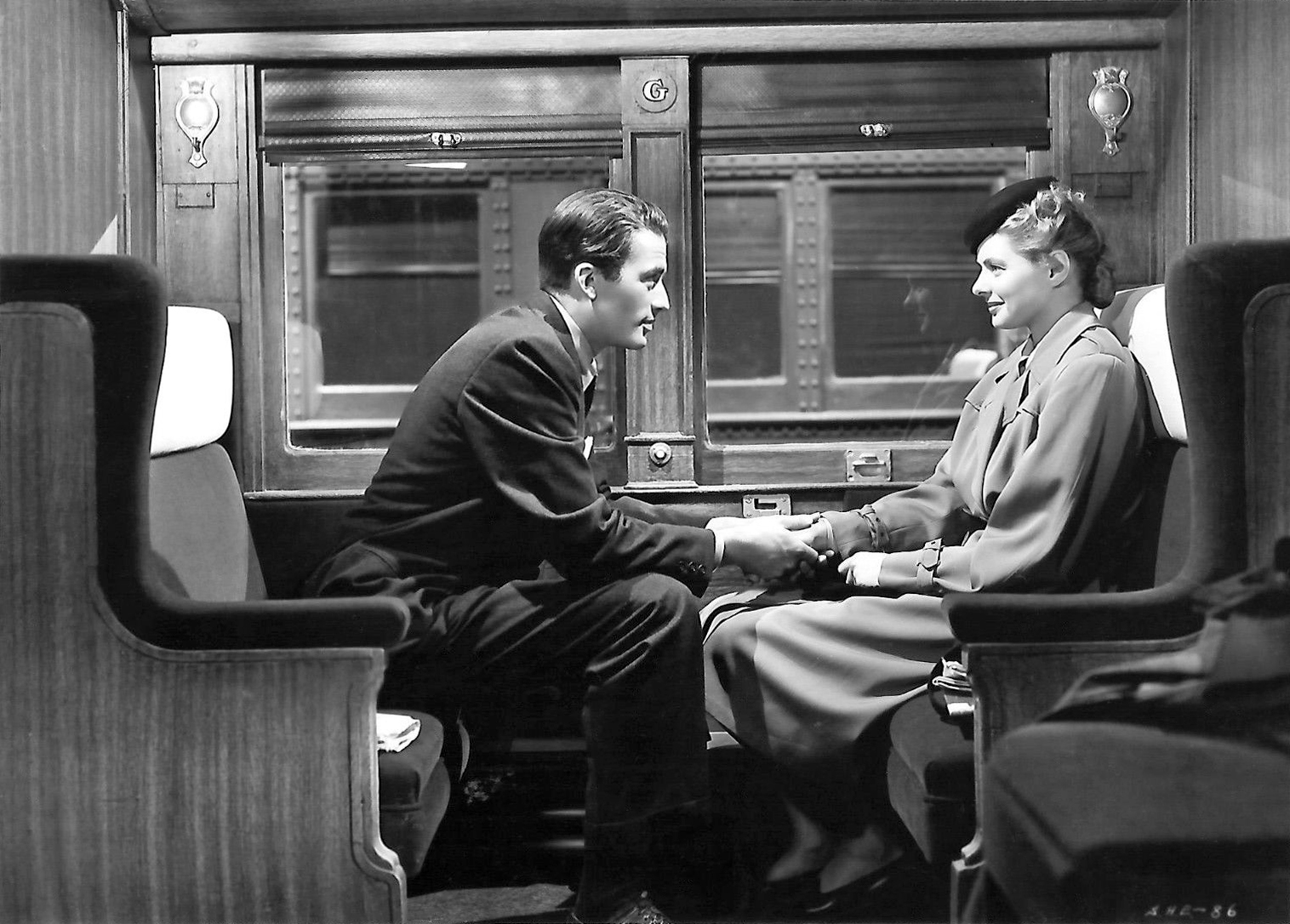
اینگرید برگمن و گریگوری پک در طلسم شده (۱۹۴۵)

هیچکاک در فیلم طلسم‌شده (۱۹۴۵) مجدداً با دیوید سلزنیک به همکاری پرداخت. این فیلم با بازی گریگوری پک و اینگرید برگمن یک فیلم روانکاوانه است. در فیلم سکانس رؤیایی وجود دارد که ده دقیقه کوتاه‌تر شده؛ سلزنیک به گفته خودش آن را ویرایش کرد تا بازی در آن تأثیرگذار تر باشد. (این سکانس با همکاری و مشورت سالوادور دالی ساخته شده‌است)
در سال بعد فیلم بدنام به روی پرده رفت. هیچکاک به فرانسوا تروفو گفته‌است که سلزنیک، کری گرانت، اینگرید برگمن و بن هکت را به قیمت ۵۰۰٫۰۰۰ دلار (معادل ۶٫۹ میلیون دلار در سال ۲۰۲۱) به آرکی‌او پیکچرز که یک شرکت معتبر تولید و توزیع فیلم بود فروخت. علت این فروش احتمالاً بخاطر هزینه بالای فیلم جدال در آفتاب برای سلزنیک بوده‌است. تئو آنگلوپولوس کارگردان و فیلم‌نامه‌نویس یونانی دربارهٔ بدنام گفته‌است: «من همه فیلم‌های هیچکاک را دیده‌ام و از تک تک آن‌ها لذت برده‌ام. فکر می‌کنم انتخاب صحنه‌ای و برتری دادن آن به سایر صحنه‌ها کار منصفانه‌ای نباشد. اگرچه شاید بدنام بهترین فیلم او نباشد، اما من در برابر آن احساس ضعف دارم، شاید به‌دلیل چهره اینگرید برگمن.»
هیچکاک مدتی بعد یک کمپانی فیلم‌سازی مستقل به نام ترنس آتلانتیک پیکچرز را راه اندازی کرد و دو فیلم در آن ساخت؛ طناب (۱۹۴۸) که با شات‌های طولانی ضبط شده و پس از پایان ضبط، هیچ گونه ویرایشی روی آن صورت نگرفته‌است که از این جهت پس از قایق نجات، دومین فیلم با تنظیمات محدود توسط آلفرد هیچکاک به‌شمار می‌رود که رنگی هم بود و جیمز استورات هم در آن به ایفای نقش پرداخت. این در واقع اولین فیلم از چهار فیلمی بود که هیچکاک با همکاری استوارت ساخت. دومین فیلم هیچکاک در آتلانتیک پیکچرز در برج جُدَی (۱۹۴۹) بود که فیلمی در ژانر درام تاریخی و دلهره آور است. ترنس آتلانتیک پیکچرز پس از این دو فیلم به دلیل مشکلات مالی تعطیل شد. فیلم بعدی هیچکاک ترس صحنه (۱۹۵۰) نام داشت که با حمایت کمپانی برادران وارنر در استودیو الستری واقع در انگلستان ساخته شد. در این فیلم پاتریشا هیچکاک، دختر وی نیز برای اولین بار به ایفای نقش پرداخت.
در بین سال‌های ۱۹۵۱ تا ۱۹۵۳ هیچکاک برخلاف رویه فعال سابقش تنها دو فیلم به روی پرده برد. نخست بیگانگان در قطار محصول سال ۱۹۵۱ بر اساس رمانی به همین نام به نویسندگی پاتریشا های‌اسمیت و اعتراف می‌کنم محصول سال ۱۹۵۳، جالب است که هر دو فیلم مجدداً سیاه‌وسفید هستند.

## سال‌های ۱۹۶۴–۱۹۵۴
۱۹۵۴ تا ۱۹۶۴ دهه اوج هیچکاک است، پس از فیلم اعتراف می‌کنم، به ترتیب سه فیلم با نقش آفرینی گریس کلی به نام‌های ام را به نشانه مرگ بگیر (۱۹۵۴)، پنجره عقبی (۱۹۵۴) و گرفتن یک دزد (۱۹۵۵) ساخته شد که هر سه فیلم داستانی معمایی دارند. در فیلم ام را به نشانه مرگ بگیر هیچکاک فیلم‌برداری سه‌بُعدی را هم به‌عنوان تجربه و هم به‌عنوان قرارداد فنی با کمپانی برادران وارنر اجرا کرد.

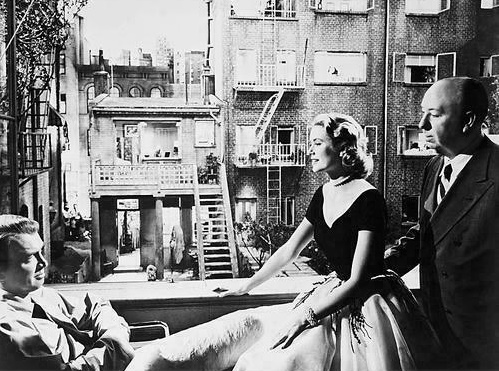
هیچکاک، کلی و جیمز استورات در پنجره عقبی، ۱ ژانویه ۱۹۵۴

هیچکاک پس از ام را به نشانه مرگ بگیر، فیلمی با همکاری پارامونت پیکچرز با نام پنجره عقبی (۱۹۵۴) و با بازی جیمز استوارت، گریس کلی، تلما ریتر و ریموند بر ساخت. در این پروژه هیچکاک برای نمایش حالات چهره در شخیصت اصلی‌اش (با بازی جیمز استوارت) از نمای نزدیک استفاده می‌کند؛ از قسمت‌های طنز گرفته تا وحشت درمانده‌اش از تماشای جنایت در آپارتمان، چنین فرمی در فیلم خرابکاری با حالت چهره در همسر جوان با بازی سیلویا سیدنی حس می‌شود.
در سال ۱۹۵۵، هیچکاک شهروند ایالات متحده آمریکا می‌شود. در همان سال، سومین فیلمی که او با نقش آفرینی گریس کلی ساخت به روی پرده می‌رود. گرفتن یک دزد (۱۹۵۵) در ریویرای فرانسه روایت می‌شود که کری گرانت و گریس کلی از بازیگران آن هستند. این آخرین همکاری کلی با هیچکاک بود، پس از آن او در سال ۱۹۵۶ با رینیه سوم، شاهزاده موناکو ازدواج کرد و به حرفه سینمایی خود پایان داد. هیچکاک پس از گرفتن یک دزد، فیلم مردی که زیاد می‌دانست را که در سال ۱۹۳۴ ساخته بود را مجدداً در سال ۱۹۵۶ بازتولید می‌کند، این‌بار با بازی جیمز استوارت و دوریس دی، در این فیلم دوریس دی ترانه‌ای را خلق می‌کند که برنده جایزه اسکار بهترین ترانه می‌شود.
فیلم مرد عوضی (۱۹۵۶) آخرین فیلم هیچکاک برای برادران وارنر بود، این فیلم یکی از معدود فیلم‌های هیچکاک است که بر اساس یک داستان واقعی ساخته شده‌است و طرح آن وقایع زندگی واقعی را از نزدیک دنبال می‌کند. در این فیلم هنری فوندا و ورا مایلز به ایفای نقش پرداختند. هیچکاک به فرانسوا تروفو گفت که ترس مادام‌العمر او از پلیس (به شوخی و اشاره به خاطره کودکی‌اش) او را ترغیب به ساخت این فیلم کرد؛ زمینه فیلم مرد عوضی، مایه بسیاری از فیلم‌های اوست، یعنی شخصی که اشتباه گرفته می‌شود!
در تابستان ۱۹۵۷ و در جریان ضبط یکی از قسمت‌های آلفرد هیچکاک تقدیم می‌کند هیچکاک به‌دلیل فتق و سنگ کیسه صفرا بستری می‌شود و مورد یک عمل جراحی موفق قرار می‌گیرد، پس از این عمل و بهبودی او بلافاصله به کار بازمی‌گردد تا برای پروژه بعدی خود یعنی سرگیجه (۱۹۵۸) آماده شود.

### سرگیجه (۱۹۵۸)
سرگیجه به باور بسیاری از منتقدان و مخاطبان شاهکار او محسوب می‌شود. این فیلم حاصل همکاری مجدد با جیمز استوارت است که کیم نواک و باربارا بل گدس هم از بازیگران آن به‌شمار می‌روند. در ابتدا هیچکاک نقش اصلی زن را برای ورا مایلز در نظر داشت اما همکاری به دلیل بارداری او میسر نشد. او به اوریانا فالاچی در اینباره گفت: «من به او (ورا مایلز) نقش بزرگی را پیشنهاد کردم که شانس تبدیل شدن به یک بلوند زیبا، پیچیده و یک بازیگر واقعی را داشت. ما کلی دلار خرج کرده بودیم اما اون بد موقع باردار شد، من از زنان باردار متنفرم چون اونا بعدش بچه‌دار می‌شوند.»

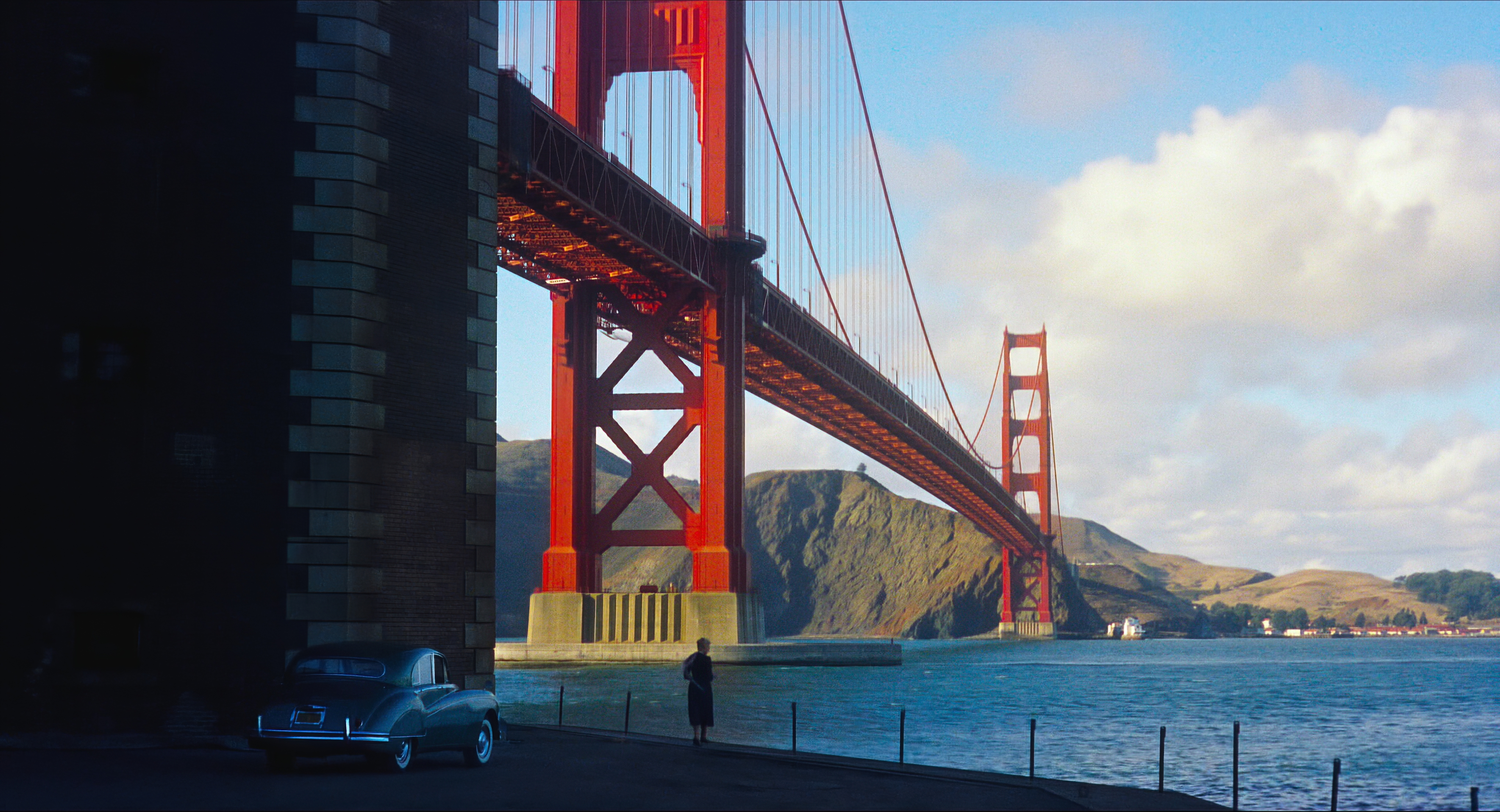
مادلین (کیم نواک) در کنار پل گلدن‌گیت در فیلم سرگیجه

سرگیجه شامل تکنیک دوربینی است که توسط ایرمین رابرتز توسعه یافت. معمولاً به‌عنوان زوم دالی شناخته می‌شود که توسط بسیاری از فیلمسازان پسین کپی‌برداری شد. فیلم در جشنواره بین‌المللی فیلم سن‌سباستین هم به نمایش درآمد و هیچکاک برنده جایزه صدف نقره‌ای (بهترین کارگردانی) این جشنواره شد. فیلم دهه‌ها بعد مورد توجه قرار گرفت و در دوران نمایش خود نظرات متفاوت و عمدتاً منفی دربرداشته، مثلاً مجله ورایتی آن را «خیلی کند و طولانی» عنوان کرد. اما سال‌ها بعد و در دهه ۲۰۰۰ مجله معتبر سایت اند ساوند آن را بهترین فیلم تاریخ نامید و بسیاری از منتقدان دیگر هم آن را بهترین فیلم تاریخ و هیچکاک دانستند. در نظرسنجی انستیتوی فیلم آمریکا هم سرگیجه به‌عنوان بهترین فیلم تاریخ سینما معرفی شد. همچنین این فیلم جزو فیلم‌هایی که است که نمره کامل۱۰۰/۱۰۰ را از منتقدان متاکریتیک دریافت کرده‌است. هیچکاک فیلم سرگیجه را شخصی‌ترین فیلم کارنامه‌اش خوانده‌است. فیلمی که یکی از مضامین موردعلاقهٔ هیچکاک، یعنی عشق به مثابهٔ یک وسواس را بررسی می‌کرد. عشقی که زن و مرد را ویران می‌کند.
بعد از سرگیجه و سال ۱۹۵۸ که سال سختی برای هیچکاک بود فرایند پیش تولید شمال از شمال غربی (۱۹۵۹) بسیار کند بود و در همین ایام بیماری سرطان همسرش آلما تشخیص داده شد. زمانی که او در بیمارستان بستری بود هیچکاک علیرغم مشغله کاری‌اش هر روز به او سر می‌زد. آلما تحت عمل جراحی قرار گرفت و بهبودی کامل پیدا کرد اما به گفته خود هیچکاک این باعث شد تا اولین بار زندگی بدون او، که برایش بسیار سخت بود را تصور کند.

### شمال از شمال غربی (۱۹۵۹)
هیچکاک در اواخر دهه ۵۰ و اوایل ۱۹۶۰ سه فیلم که بسیار در گیشه هم موفق بودند ساخت، شمال از شمال غربی (۱۹۵۹)، روانی (۱۹۶۰) و پرندگان (۱۹۶۳) این سه فیلم علاوه بر اینکه از نظر هنری بسیار مورد توجه قرار گرفتند در فروش نیز بسیار موفق بودند. مجله تایم با انتشار مقاله‌ای شمال از شمال غربی را فیلمی کاملاً سرگرم‌کننده دانست. چهل و ششمین اثر هیچکاک، عنوان نامزدی ۳ جایزه در سی و دومین مراسم اسکار از جمله نامزدی جایزهٔ اسکار بهترین فیلم‌نامهٔ اصلی برای ارنست لمن را در پی داشت. این فیلم طی دو هفته اکران افتتاحیه خود در تالار موسیقی رادیو سیتی، ۴۰۴٫۰۵۶ دلار (معادل ۳٫۸ میلیون دلار در سال ۲۰۲۱) فروخت.

### روانی (۱۹۶۰)

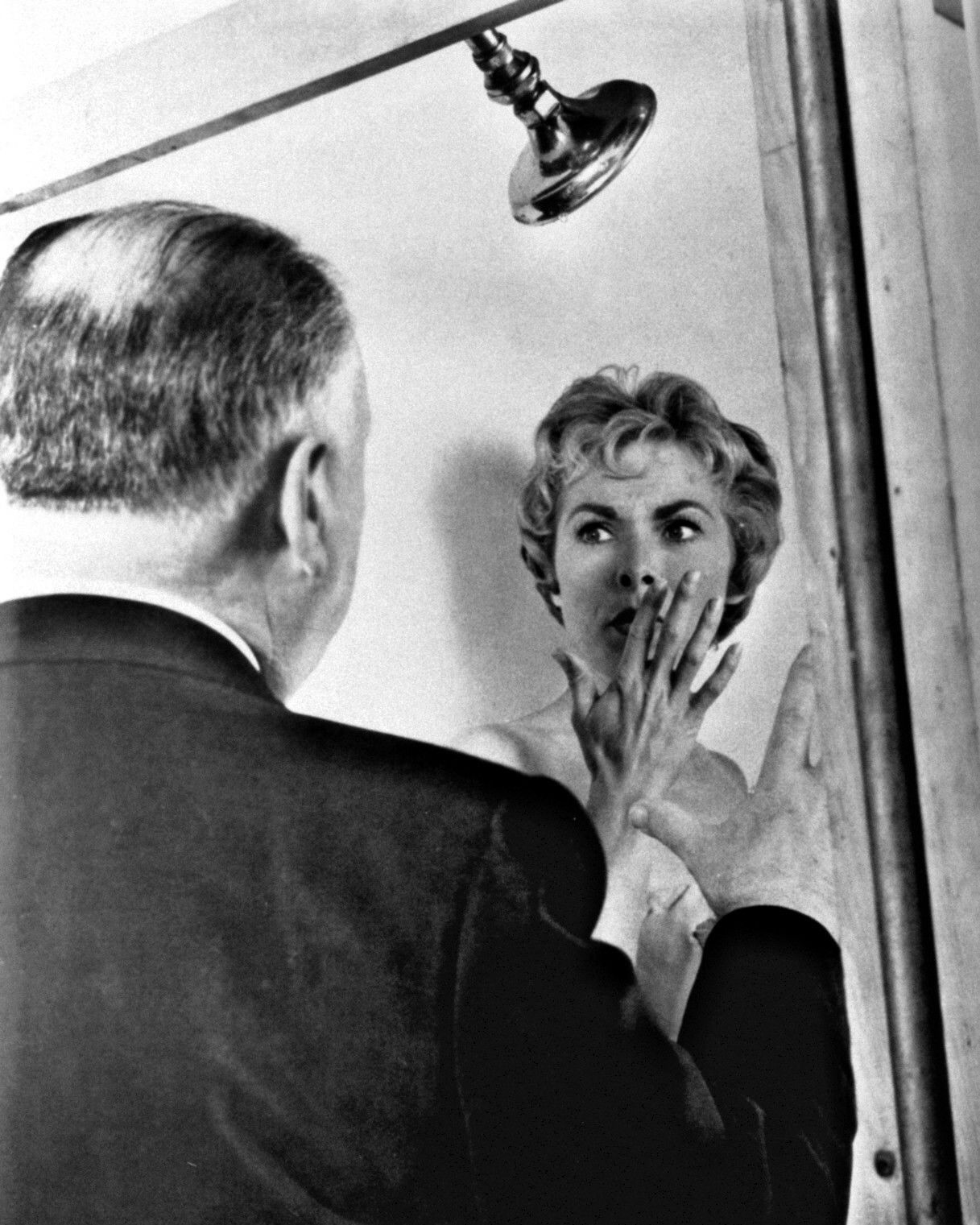
هیچکاک و جنت لی در حال ضبط صحنه دوش حمام در فیلم روانی (۱۹۶۰)

روانی (۱۹۶۰) مسلماً شناخته شده‌ترین فیلم هیچکاک است که بر اساس رمانی به همین نام اثر رابرت بلاک و شخیصت واقعی اد گین ساخته شد. اگرچه اد گین الهامی برای خلق کاراکتر اصلی فیلم با بازی آنتونی پرکینز بود و نمایش آنچه واقعاً اد گین انجام داده بود در سینمای آن دوران ترویج بیش از حد خشونت بود. در واقعیت اد گین منشی زنی را با تفنگ کالیبر ۲۲ به قتل رساند و جسد آن را به شکل بی‌سابقه‌ای مثله کرد اما در فیلم چنین نبود. این فیلم با بودجه کمی معادل ۸۰۰ هزار دلار (معادل ۷٫۳ میلیون دلار در سال ۲۰۲۱) به‌صورت سیاه‌وسفید تولید شد. خشونت و نحوه نمایش جنایت در صحنه دوش گرفتن در سینمای آن سال‌ها بی‌سابقه بود، روانی با استقبال شدید مخاطبان همراه بود و رکورد باکس آفیس در بریتانیا، فرانسه، آمریکای جنوبی، ایالات متحده آمریکا و کانادا را شکست. این فیلم همچنین سودآورترین ساخته هیچکاک بود. روانی سپس تبدیل به یک فرنچایز ترسناک آمریکایی شد و چندین نسخه دیگر از آن مثل روانی ۲، روانی ۳، روانی ۴: آغاز و یک نسخه بازسازی رنگی از ساخته هیچکاک در سال ۱۹۹۸ تولید شد.

### پرندگان (۱۹۶۳)
این فیلم حتی در مراحل پیش تولید هم با حواشی بسیاری همراه بود، در ابتدا قرار بود فیلم مارنی قبل از پرندگان ساخته شود اما در مارس ۱۹۶۲ از سوی گریس کلی اعلام شد که برای بازی در آن از دوران انفصال خارج خواهد شد. کلی همچنین از هیچکاک درخواست کرد تا ساخت مارنی را تا سال ۱۹۶۳ یا ۱۹۶۴ به تعویق بیندازد. بدین ترتیب پرندگان زودتر ساخته شد. موضوع اصلی فیلم حملات ناگهانی و وحشیانه تعداد وسیعی از پرندگان به دلایل نامعلومی به خلیج بودگابی واقع در کالیفرنیا است. هیچکاک گفت این فیلم از نظر فنی چالش برانگیزترین فیلمی بوده که تاکنون ساخته‌است.

### مارنی (۱۹۶۴)
در ژوئن ۱۹۶۲ گریس کلی اعلام کرد که قصد بازی در فیلم مارنی را ندارد؛ بنابراین تیپی هدرن که بازیگر پرندگان نیز بود برای نقش اصلی زن انتخاب شد. این فیلم از سوی بسیاری از منتقدان، آخرین ساخته مهم آلفرد هیچکاک شناخته می‌شود. انتظارات از این فیلم به‌دلیل ساخته‌های قبلی او به‌شدت بالا بود، مثلاً در همان سال نیویورک تایمز آن را «ناامید کننده‌ترین فیلم سال‌های اخیر» نامید.

## سال‌های ۱۹۸۰–۱۹۶۶ و اواخر عمر

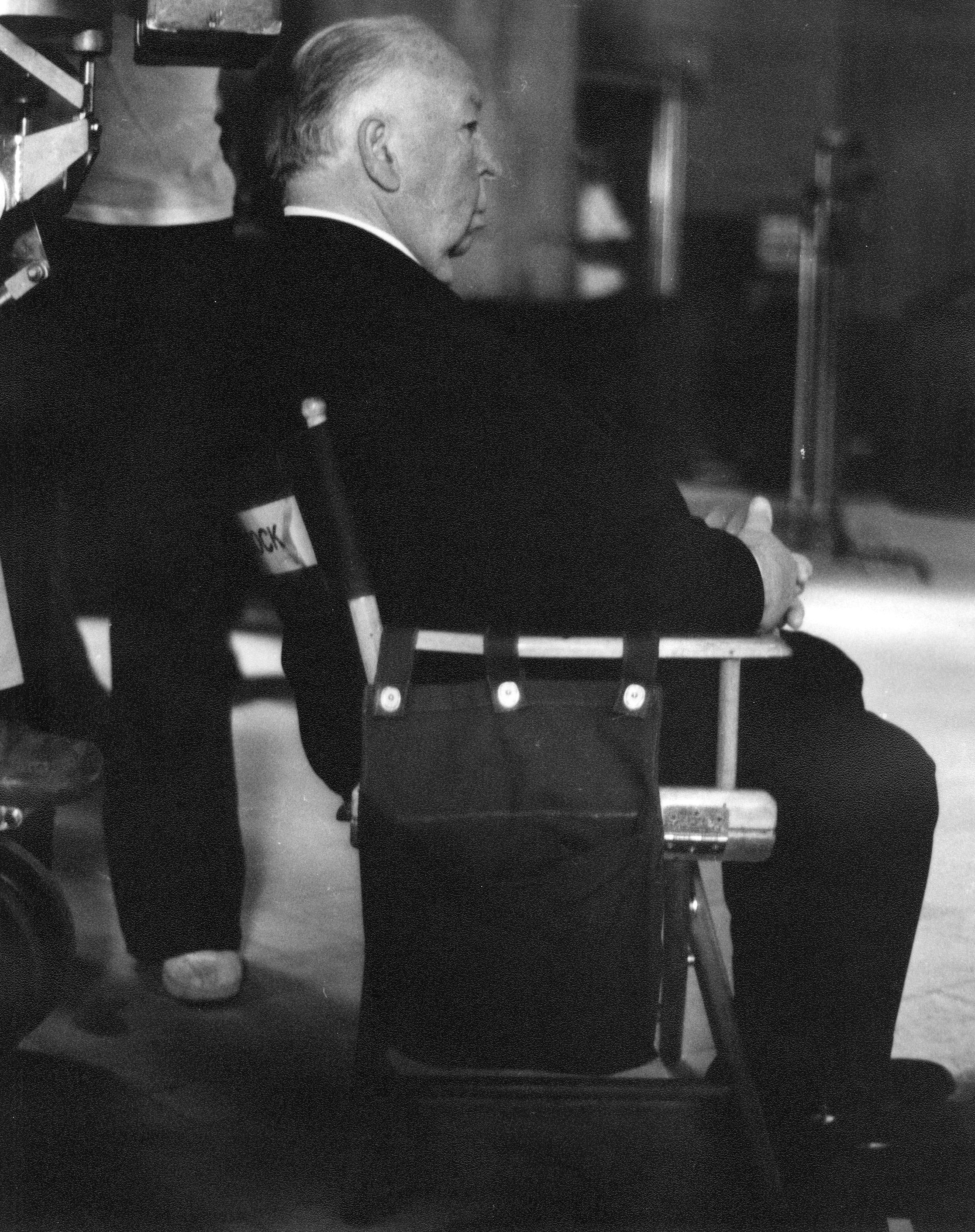
هیچکاک در پروژه توطئه خانوادگی، سان‌فرانسیسکو تابستان ۱۹۷۵

هیچکاک در دو دهه آخر عمر خود درگیر بیماری بود و اساساً تمرکز کمتری برای کار داشت، استیون ربلو ادعا می‌کند دو فیلم پرده پاره (۱۹۶۶) و توپاز (۱۹۶۶) در واقع فیلم‌هایی بودند که از سوی کمپانی یونیورسال پیکچرز به او تحمیل شدند که هر دو محتوایی مرتبط با جنگ سرد دارند. هر دو فیلم با عدم استقبال از سوی مخاطبان و منتقدان همراه شدند. پس از این دو فیلم جاسوسی، هیچکاک به بریتانیا بازگشت تا فیلم ما قبل آخر خود یعنی جنون (۱۹۷۲) را که در ژانر دلهره‌آور بود بسازد، در جنون، هیچکاک برای نخستین‌بار اجازه برهنگی در میزانسن را داد. از آنجا که در آن سال‌ها برهنگی در سینما تابو بود، باربارا لی-هانت و آنا مسی پیشنهاد بازی در این صحنه‌ها را رد کردند و به‌جای آن‌ها از مدل استفاده شد.
توطئه خانوادگی (۱۹۷۶) آخرین فیلم هیچکاک در مقام کارگردان است. توطئهٔ خانوادگی فیلمی در ژانر کمدی سیاه و دلهره آور است که به شیوهٔ تکنی کالر ساخته شده‌است، این فیلم برداشتی آزاد از رمان «مسیر پرندهٔ بارانی» اثر ویکتور کانین بود که ارنست لمان آن را برای تصویربرداری در مقابل دوربین بازنویسی کرد.
هیچکاک در اواخر عمرش مشغول کار بر روی فیلم‌نامه پروژه جدیدش یعنی شب کوتاه بود، با وجود کارهای مقدماتی هرگز فیلم‌برداری نشد چرا که سلامتی او رو به زوال بود و همسرش نیز سکته کرده بود. البته فیلم‌نامه آن در سال ۱۹۹۹ در کتاب آخرین روزهای آلفرد هیچکاک منتشر شد.
در سال ۱۹۸۰ به او نشان امپراتوری بریتانیا (شوالیهٔ فرمانده والا مقام امپراتوری بریتانیا) اهدا شد. به علت کهولت سن، کنسول بریتانیا این نشان را در آمریکا به او اهدا کرد. وی نهایتاً بر اثر نارسایی کلیه در ۲۹ آوریل ۱۹۸۰ و در سن ۸۰ سالگی درگذشت. پس از برگزاری مراسم در کلیسای کاتولیک بورلی هیلز، کالیفرنیا پیکرش سوزانده شد و خاکسترش در ۱۰ مه ۱۹۸۰ بر روی اقیانوس آرام ریخته شد.

## سبک
‌کم‌ترین چیزی که می شود دربارهٔ هیچکاک گفت این است که او داستان‌پردازی قابل بود. هیچکاک همواره می‌کوشید داستان‌ها را به خلاقانه ترین شکل ممکن تعریف کند. شمار چشمگیر مفاهیم تصویری که در کارش استفاده می‌کرد، متأثر از فیلم های اکسپرسیونیستی آلمان دههٔ ۱۹۲۰ بود. از حس تصویری قوی هیچکاک سخن فراوان گفته اند؛ و همچنین از صحنه‌های چشمگیری که او استادانه کنار هم می چید.  تولید فیلم توسط هیچکاک از فیلم‌های صامت در مقیاس کوچک به فیلم‌های صدادار مهم از نظر مالی تبدیل شدند. هیچکاک خاطرنشان می‌کند که تحت تأثیر فیلم‌سازانی همچون ژرژ ملی‌یس، آلیس گی-بلاشی و دی. دبلیو. گریفیث بوده‌است. فیلم‌های صامت او بین سال‌های ۱۹۲۵ تا ۱۹۲۹ در ژانر جنایی و دلهره‌آور بودند اما شامل ملودرام و کمدی نیز بودند. هیچکاک به ادعای بسیاری بزرگ‌ترین ابداع‌گر فرم در سینما و پیچیده‌ترین سینماگر تاریخ است و در عین حال ساده‌ترین آن. از او به‌عنوان «استاد تعلیق» یاد می‌شود.
او در طی نیم قرن، با ۵۳ فیلم سینمایی و ده‌ها فیلم تلویزیونی با نام و نشان «آلفرد هیچکاک تقدیم می‌کند» بر همه تماشاگران و فیلم‌سازان بعد از خود تأثیر عمیقی گذاشت. موضوع تمام فیلم‌های او، داستان تقابل یک انسان معصوم و عادی با دنیای غیرعادی و مدرن، پرآشوب و مملو از گناه است؛ داستان جابه‌جایی آدم‌ها و دنیایشان. واقعیت، خیال و درگیری دائمی خیر و شر در وجود انسان است.
اینگمار برگمان دربارهٔ او گفته‌است: «... هیچکاک آدمی دوست‌داشتنی نیست، بدجنس، خودپسند و در عین حال بسیار باهوش است… او سینماگر فوق‌العاده‌ای است؛ زیرا توانست تجربیات زیادی در قلب صنعتی کاملاً تجاری کسب کند و این خیلی مشکل بود. اگر شما فیلم جنون را - این فیلم عجیب که من خیلی آن را تحسین می‌کنم- ببینید، باور کردنی نیست… این مرد مال‌پرست، با سرمایه خودش آن را ساخت، با گروهی کوچک و چنین منطق، دقت و وسواسی در امر کیفیت فیلم‌برداری. این فیلم را تحسین می‌کنم…»
اولین نکته‌ای که باید دربارهٔ هیچکاک خاطرنشان کرد، افت و خیز در آثار اوست. این مسئله از این لحاظ حائز اهمیت فراوان است که مدافعان وی به تکرار دانش تکنیکی و موفقیت‌های تجاری او را ستایش می‌کنند. این‌که سود حاصل از فروش فیلم روانی جانشین این حقیقت نمی‌شود که هیچکاک چندین تلاش ناموفق هم داشته‌است. او در گفت‌وگو با کلود شابرول و فرانسوا تروفو گفته که تغییر رویه‌اش در فیلم‌سازی را با اولین فیلم آمریکایی خود یعنی ربه‌کا آغاز کرد و افزود فیلم سرگیجه و شمال از شمال غربی را در بین فیلم‌هایش بیشتر ترجیح می‌دهد.

## حواشی
عمده حواشی و انتقادها از او به دهه‌های پس از مرگش بازمی‌گردد. اگرچه او در طول حیات و فعالیت حرفه‌ای خود کم‌تر به دنبال حاشیه بود و شخصیتی کم‌حرف داشت، اما به دلیل صراحت و پاسخ‌های کوتاهی که بعضاً به مصاحبه‌کنندگان می‌داد، دردسرساز می‌شد. رسانه‌ها و مطبوعات آن دوران هم بیشتر سرگرم پرداختن به جزئیات زندگی شخصی بازیگرانی همچون مریلین مونرو یا مارلون براندو بودند و اگر درگیر حاشیه‌ای با کارگردانی می‌شدند، معمولاً در ارتباط با بازیگران بود. این جمله از او که «باید با بازیگران همانند گاو رفتار شود.» در طول حیاتش جنجال آفرین شد. هیچکاک معتقد بود که بازیگران باید روی بازی‌های خود تمرکز کنند و کار روی فیلم‌نامه و شخصیت را به کارگردان‌ها و فیلمنامه‌نویسان بسپارند.

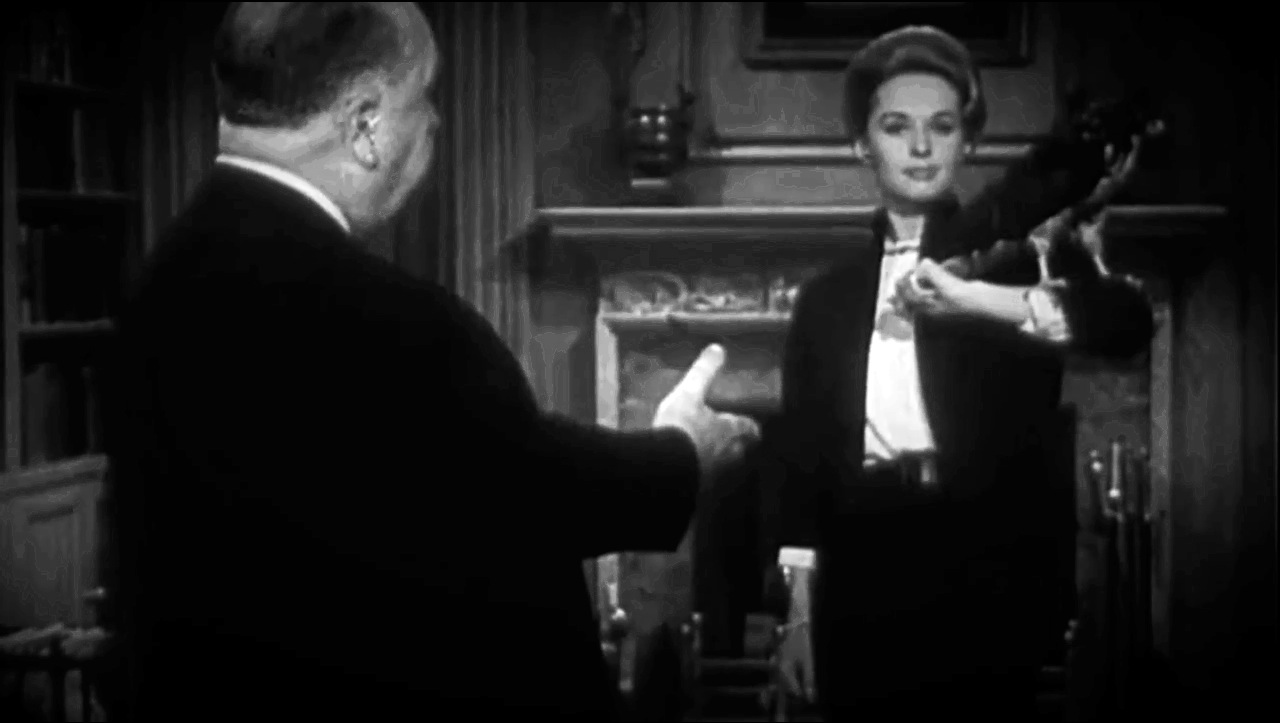
تیپی هدرن و هیچکاک در تریلری از پرندگان (۱۹۶۳)

نحوه نمایش زنان در آثار هیچکاک پس از مرگ او انتقادهای بسیاری برانگیخت و برخی او را فردی وسواسی با گرایش‌های انحرافی جنسی توصیف کردند. در دهه‌های ۴۰، ۵۰ و ۶۰ میلادی، نقش زنان در سینما عموماً در سایه مردان قرار داشت و به ندرت نقش اول فیلمی به زنان سپرده می‌شد. آثار هیچکاک نیز از این قاعده مستثنی نبود. روزنامه گاردین در سال ۲۰۱۰ طی مقاله‌ای زنان فیلم‌های هیچکاک را تحقیرشده دانست. همچنین راجر ایبرت، منتقد برجسته سینما، در سال ۱۹۹۶ اظهار کرد: «دیر یا زود، هر زن در فیلم‌های هیچکاک تحقیر می‌شود.»  از سوی دیگر، دونالد اسپوتو، زندگی‌نامه‌نویس، سرکوب‌های دوران کودکی هیچکاک را عامل احتمالی شکل‌گیری انحرافات جنسی او می‌دانست.
تیپی هدرن، که پیش از بازی در فیلم پرندگان (۱۹۶۳) به‌عنوان مدل فعالیت می‌کرد، در سال ۲۰۰۸ طی کتابی با عنوان مسحورشده با زیبایی نوشته دونالد اسپوتو مدعی شد که هیچکاک او را در جریان ساخت این فیلم مورد آزار و اذیت جنسی قرار داده است. این ادعا در سال‌های بعد نیز توسط او و خانواده‌اش تکرار شد. با این وجود، مورخان سینما، همکاران قدیمی هیچکاک و زندگی‌نامه‌نویس رسمی کارگردان «سرگیجه» به دفاع از هیچکاک برخاستند. در همین راستا، لوئیس لثام، بازیگر آمریکایی، نیز تیپی هدرن را به دلیل این اظهارات مورد سرزنش قرار داد.

## میراث

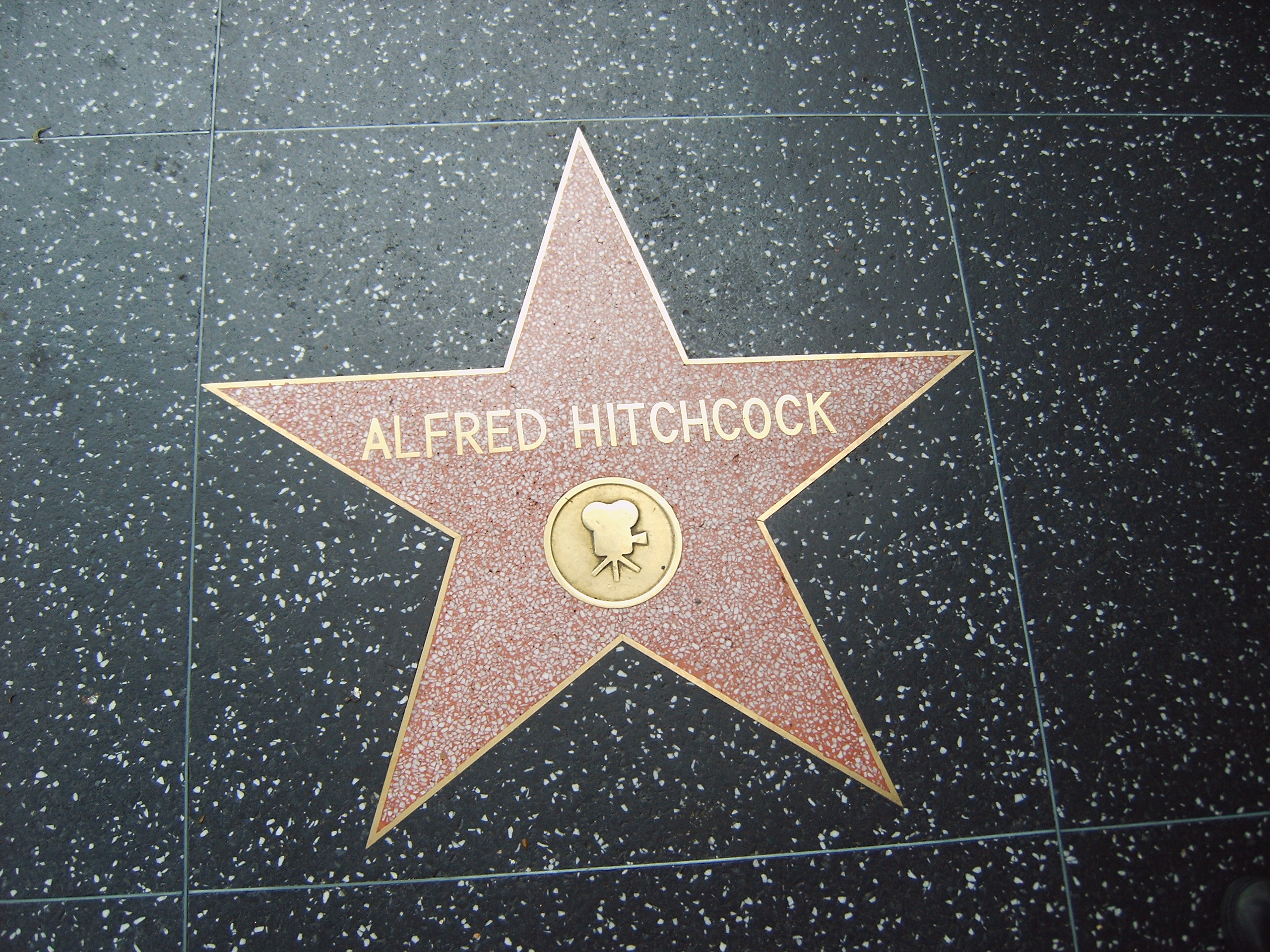
ستاره هیچکاک در پیاده‌رو مشاهیر هالیوود

هیچکاک کارگردانی است که حتی پس از مرگش بارها مورد ستایش بسیاری از منتقدان، نشریه‌ها و چهره‌های شاخص سینما قرار گرفته‌است. در سال ۲۰۱۳، بنیاد فیلم بریتانیا ۹ فیلم صامت او شامل پلژر گاردن را بازیابی کرد و در آکادمی موسیقی بروکلین به نمایش درآورد. در سال ۲۰۰۷ نشریه دیلی تلگراف با انتشار لیستی از ۲۱ کارگردان برتر تاریخ بریتانیا، وی را بزرگ‌ترین کارگردان تاریخ بریتانیا نامید و در همان سال مجله توتال فیلم به او رتبه نخست در لیست ۱۰۰ کارگردان برتر تاریخ داد. در نظرسنجی که قدیمی‌ترین مجله سینمایی ژاپن، کینما جونپو ترتیب داد، هیچکاک به‌عنوان «بزرگ‌ترین کارگردان قرن بیستم» انتخاب شد. تا سال ۲۰۲۱ میلادی، ۹ فیلم او در فهرست ملی ثبت فیلم واقع در کتابخانه ملی کنگره آمریکا ثبت شدند. فیلم‌های ربه‌کا (۱۹۴۰)، سایه یک شک (۱۹۴۳)، بدنام (۱۹۴۶)، بیگانگان در قطار (۱۹۵۱)، پنجره عقبی (۱۹۵۴)، سرگیجه (۱۹۵۸)، شمال از شمال غربی (۱۹۵۹)، روانی (۱۹۶۰) و پرندگان (۱۹۶۳)، ۹ فیلمی هستند که در این فهرست ثبت شدند.

## فیلم‌شناسی

### کارگردانی
| - شماره ۱۳ (۱۹۲۲) (ناتمام و گمشده) - همیشه به همسر خود بگویید (کوتاه) (۱۹۲۳) (بخشی از آن گمشده) - پلژر گاردن (۱۹۲۵) (اولین فیلم بلند هیچکاک) - عقاب کوهستان (۱۹۲۶) (گمشده) - مستأجر: داستان لندن مه‌آلود (۱۹۲۷) - رینگ (۱۹۲۷) - انحطاط (۱۹۲۷) - همسر کشاورز (۱۹۲۸) - سست‌عفاف (۱۹۲۸) - شامپاین (۱۹۲۸) - اهل جزیره من (۱۹۲۹) فیلم‌های ناطق - باج‌گیری (۱۹۲۹) - یک موضوع کشسان (کوتاه) (۱۹۳۰) (گمشده) - جونو و پایکوک (۱۹۳۰) - قتل! (۱۹۳۰) - تماس الزتری (۱۹۳۰) - دوز و کلک (۱۹۳۱) - ماری (۱۹۳۱) - غنی و غریب (۱۹۳۱) - شماره هفده (۱۹۳۲) - والس‌های وینی (۱۹۳۴) | - مردی که زیاد می‌دانست (۱۹۳۴) - ۳۹ پله (۱۹۳۵) - مامور مخفی (۱۹۳۶) - خرابکاری (۱۹۳۶) - جوان و بی‌گناه (۱۹۳۷) - خانم ناپدید می‌شود (۱۹۳۸) - مسافرخانه جامائیکا (۱۹۳۹) - ربه‌کا (۱۹۴۰) - خبرنگار خارجی (۱۹۴۰) - آقا و خانم اسمیت (۱۹۴۱) - سوءظن (۱۹۴۱) - خراب‌کار (۱۹۴۲) - سایه یک شک (۱۹۴۳) - قایق نجات (۱۹۴۴) - نسل مبارز (کوتاه) (۱۹۴۴) - سفر به‌خیر (کوتاه) (۱۹۴۴) - ماجرای ماداگاسکار (کوتاه) (۱۹۴۴) - طلسم‌شده (۱۹۴۵) - بدنام (۱۹۴۶) - پرونده پاراداین (۱۹۴۷) - طناب (۱۹۴۸) | - در برج جُدَی (۱۹۴۹) - وحشت صحنه (۱۹۵۰) - غریبه‌ها در قطار (۱۹۵۱) - اعتراف می‌کنم (۱۹۵۳) - ام را به نشانه مرگ بگیر (۱۹۵۴) - پنجره پشتی (۱۹۵۴) - گرفتن یک دزد (۱۹۵۵) - دردسر هری (۱۹۵۵) - مردی که زیاد می‌دانست (۱۹۵۶) - مرد اشتباهی (۱۹۵۶) - سرگیجه (۱۹۵۸) - شمال از شمال غربی (۱۹۵۹) - روانی (۱۹۶۰) - پرندگان (۱۹۶۳) - مارنی (۱۹۶۴) - پرده پاره (۱۹۶۶) - توپاز (۱۹۶۹) - جنون (۱۹۷۲) - توطئه خانوادگی (۱۹۷۶) (آخرین فیلم هیچکاک) - شب کوتاه (۱۹۷۹) (ساخته نشد) |